# Protocole relatif à la lutte contre les émissions d'oxydes d'azote
 Le Protocole relatif à la lutte contre les émissions d'oxydes d'azote, de son nom complet Protocole à la Convention sur la pollution atmosphérique transfrontière à longue distance de 1979, relatif à la lutte contre les émissions d'oxydes d'azote ou leurs flux transfrontières, aussi connu comme Protocole sur l'oxyde d'azote, est un protocole additionnel à la Convention sur la pollution atmosphérique transfrontière à longue distance de 1979, conclu le 31 octobre 1988 à Sofia, en Bulgarie, et entré en vigueur le 14 février 1991.

## Contenu
Le Protocole fait peser sur les Parties l'obligation de maintenir ou de réduire les niveaux d'émission d'oxyde d'azote à ceux de 1987.
Le Protocole leur impose également de prendre des mesures de contrôle des sources existantes d'émission fixes et importantes d'oxyde d'azote se trouvant sur leur territoire et des limites d'émission pour le nouvelles sources fixes ou mobiles. Il insiste notamment sur les cas de l’ammoniac (NH3), ainsi que les composés organiques volatils (COV) dérivé d'oxyde d'azote, eu égard à leur rôle dans la pollution photochimique, l’acidification et l’eutrophisation et de leurs effets sur la santé humaine, l’environnement et les matériaux.
La question est traitée de manière plus poussée dans le Protocole de Göteborg relatif à la réduction de l’acidification, de l’eutrophisation et de l’ozone troposphérique de 1999.

## Parties
Le Protocole compte 35 parties, tous les signataires (25) l'ont ratifié. Les Parties sont les suivantes : Albanie, Autriche, Biélorussie, Belgique, Bulgarie, Canada, Croatie, Chypre, République tchèque, Danemark, Estonie, Union européenne, Finlande, France, Allemagne, Grèce, Hongrie, Irlande, Italie, Liechtenstein, Lituanie, Luxembourg, Pays-Bas, Macédoine du Nord, Norvège, Pologne, Russie, Slovaquie, Slovénie, Espagne, Suède, Suisse, Ukraine, Royaume-Uni, États-Unis.

## Voir également